# خریستولیوبوو
خریستولیوبوو (انگلیسی: Khristolyubovo) یک شهرک در شهرستان بلاگووشچنسکی باشقیرستان کشور روسیه است.